# نیروگاه سیکل ترکیبی ارومیه
نیروگاه سیکل ترکیبی ارومیه (ارومیه، در کیلومتر ۲۵ جاده ارومیه – مهاباد در مجاورت پتروشیمی ارومیه، بهره‌برداری ۸ تیر ۱۳۸۸)، یکی از نیروگاه‌های ایران از نوع سیکل ترکیبی با ظرفیت تولید ۱۴۳۴ مگاوات است که شامل ۴ واحد گازی ۱۵۷٫۵ مگاواتی V94.2 و ۲ واحد گازی ۱۶۲ مگاواتی مدل V94.2 (طرح نیام) و ۳ واحد بخار ۱۶۰ مگاواتی در زمینی به مساحت ۱۲۰ هکتار است.
مالکیت نیروگاه سیکل ترکیبی ارومیه در اختیار شرکت تدبیرسازان سرآمد می‌باشد که بر اساس اصل ۴۴ قانون اساسی و از طریق مزایده سازمان خصوصی‌سازی در دی ماه ۱۳۹۰ واگذار شده‌است.
ظرفیت فعلی این نیروگاه ۹۵۴ مگاوات است و واحدهای بخش بخار و سیکل ترکیبی آن هنوز به بهره‌برداری نرسیده‌است.
سوخت اصلی این نیروگاه گاز طبیعی است که با یک ایستگاه تقلیل فشار گاز به ظرفیت ۳۰۰ هزار مترمکعب و سوخت پشتیبان نفت گاز (گازوئیل) است که با ۷ مخزن هر یک به ظرفیت ۲۰ میلیون لیتری، ذخیره‌سازی می‌شود.
سطح ولتاژ پست برق، ۲۳۰ کیلوولت است.

## روزشمار ساخت و هزینه نیروگاه
نیروگاه ارومیه در سال‌های ۱۳۸۵ و ۱۳۸۶، شامل چهار واحد گازی به ظرفیت ۶۳۰ مگاوات به بهره‌برداری رسید. واحدهای پنجم و ششم بخش گازی نیز در سال ۱۳۸۹ سنکرون شدند. براساس برنامه، احداث ۳ واحدِ بخشِ بخار در دستور کار سازمان توسعه برق ایران قرار دارد
هزینه اجرایی نیروگاه در فاز اول که شامل چهار واحد گازی است، ۲۳۰ میلیارد تومان شد. در فاز دوم، ۱۸۴ میلیارد و ۲۰۰ میلیون تومان هزینه شد که احداث واحدهای پنجم و ششم بخش گاز، ۱۸۰ میلیارد تومان و توسعه پست نیروگاه ۴ میلیارد و ۲۰۰ میلیون تومان شد.
لینک خراب